# Ztroskotání lodi Costa Concordia
Italská výletní loď Costa Concordia najela v pátek 13. ledna 2012 večer při pobřeží ostrova Giglio, jednoho z toskánských ostrovů, na útes. V trupu vznikla trhlina a loď se převrátila na bok. Při neštěstí zahynulo 32 lidí.
Loď nesla 4252 lidí z celého světa a byla na první etapě plavby kolem pobřeží Středozemního moře, kterou zahájila v lazijském přístavu Civitavecchia. Poté, co se loď přiblížila k ostrovu Giglio, aby pozdravila místní obyvatele, narazila na podmořský útes.
Náraz způsobil dočasný výpadek napájení, protože voda zaplavila strojovnu. Loď však byla ještě plovoucí a stabilní. Kapitán Francesco Schettino nařídil evakuaci po hodině plavby bez pohonu. Mezitím znepokojení cestující upozornili přístavní orgány a byly vyslány záchranné lodě. Během šestihodinové evakuace byla většina cestujících dopravena na břeh. Hledání těl pohřešovaných osob pokračovalo po dobu několika měsíců.
Costa Concordia, kterou provozovala společnost Costa Cruises, byla jednou z největších lodí, která kdy byla na moři opuštěna. Kapitán Schettino byl zatčen na základě předběžných obvinění ze zabití v souvislosti s tím, že způsobil ztroskotání, neposkytl pomoc 300 cestujícím a neopustil vrak jako poslední. Později byl obviněn, že námořním úřadům nepopsal správně rozsah katastrofy a opustil cestující, kteří se nemohli sami zachránit. Společnost Costa Cruises nabídla cestujícím odškodnění (do výše 11 000 eur na osobu), které má pokrýt všechny škody včetně ceny plavby. Tuto náhradu přijala třetina cestujících. Společnost také nejprve nabídla, že uhradí kapitánu Schettinovi náklady na právní zastoupení, ale později svou nabídku stáhla.
Hrozilo, že částečně ponořený vrak sklouzne do větší hloubky, uniknou z něj ropné látky a poškodí oblíbenou turistickou zónu. Toto nebezpečí bylo zažehnáno, když se 24. března 2012 podařilo bezpečně odčerpat provozní kapaliny. Costa Concordia byla pojišťovnou oficiálně prohlášena za „úplně ztracenou“. Udává se, že její záchrana je největší operací svého druhu (výtlak činí 50 000 tun). Dne 16. září 2013 začala operace narovnání vraku; trup byl vyrovnán a zajištěn ve svislé poloze v časných ranních hodinách 17. září. Koncem července 2014 byla loď odtažena do Janova k sešrotování.

## Ztroskotání

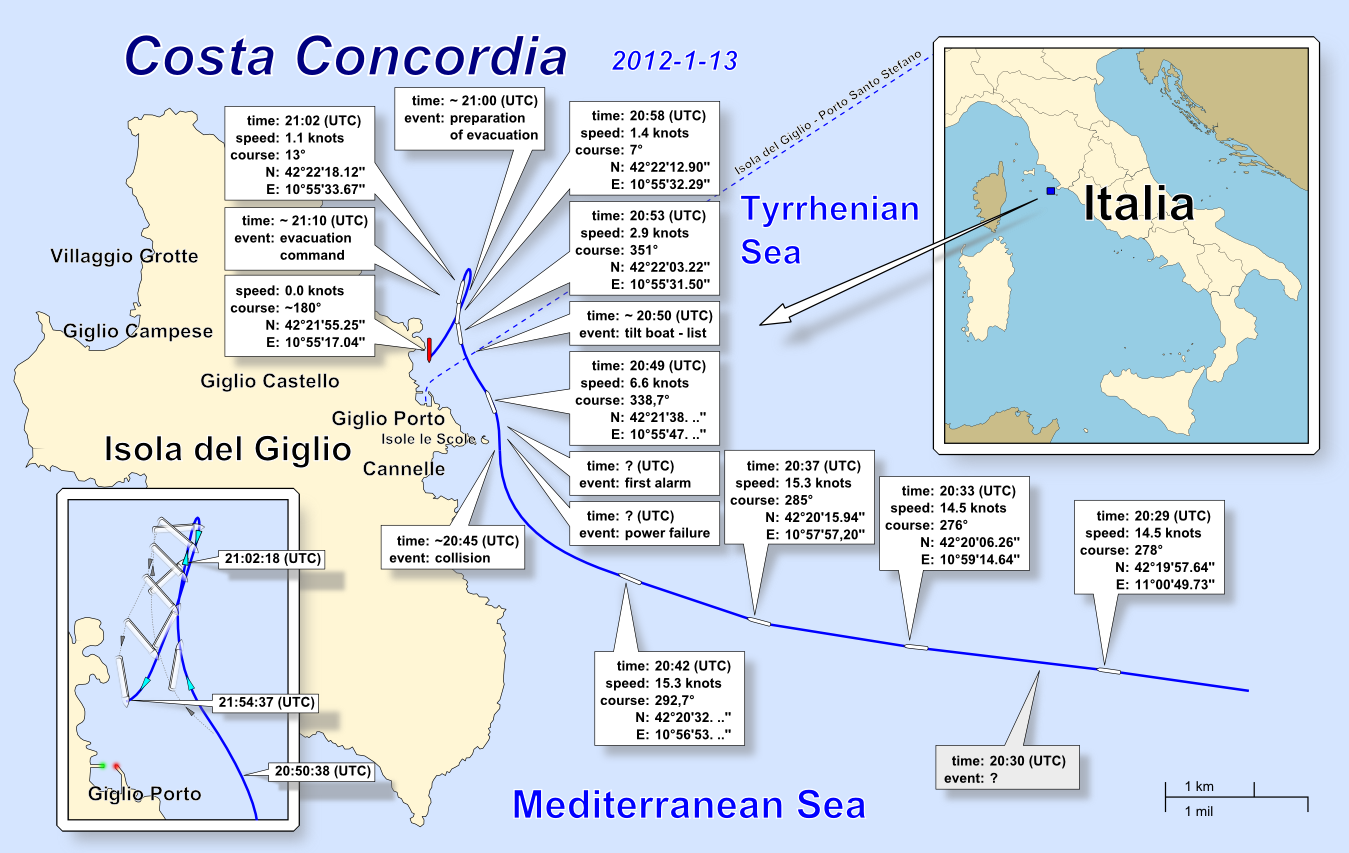
Poslední polohy lodi 13. ledna 2012 a poloha lodi u pobřeží ostrova Giglio

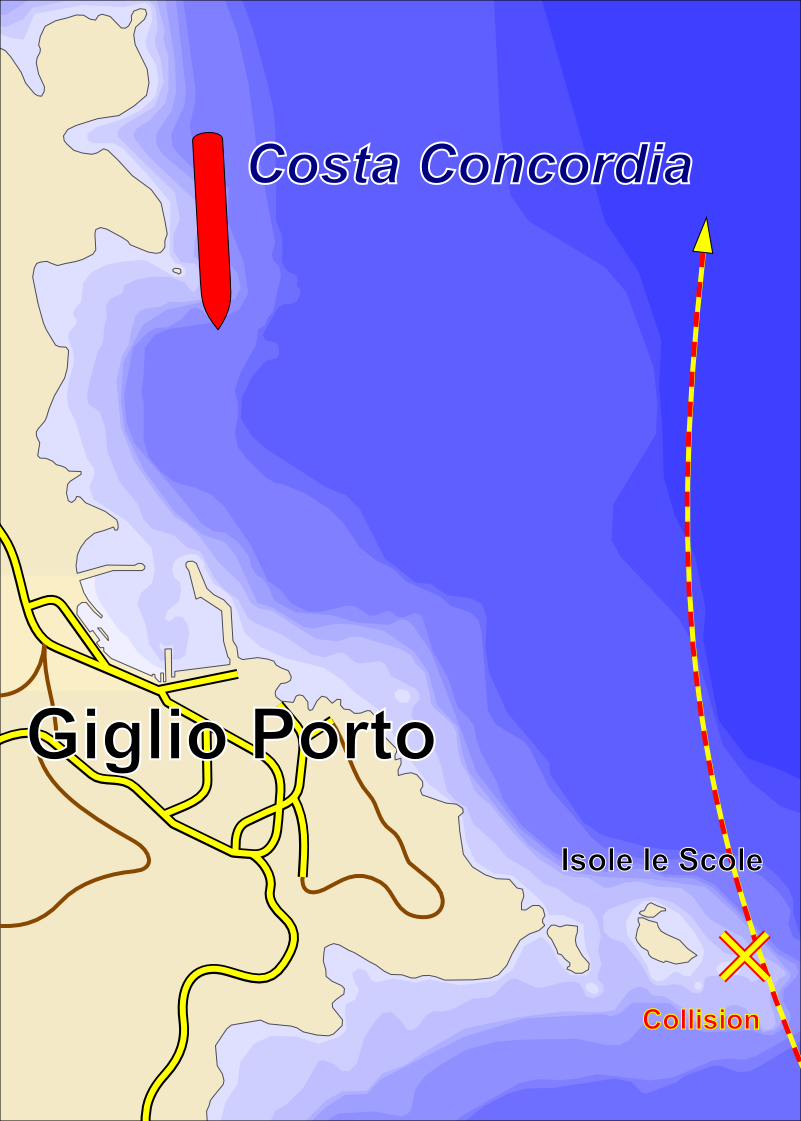
Profil mořského dna u pobřeží ostrova s polohou vraku a přibližné místo kolize

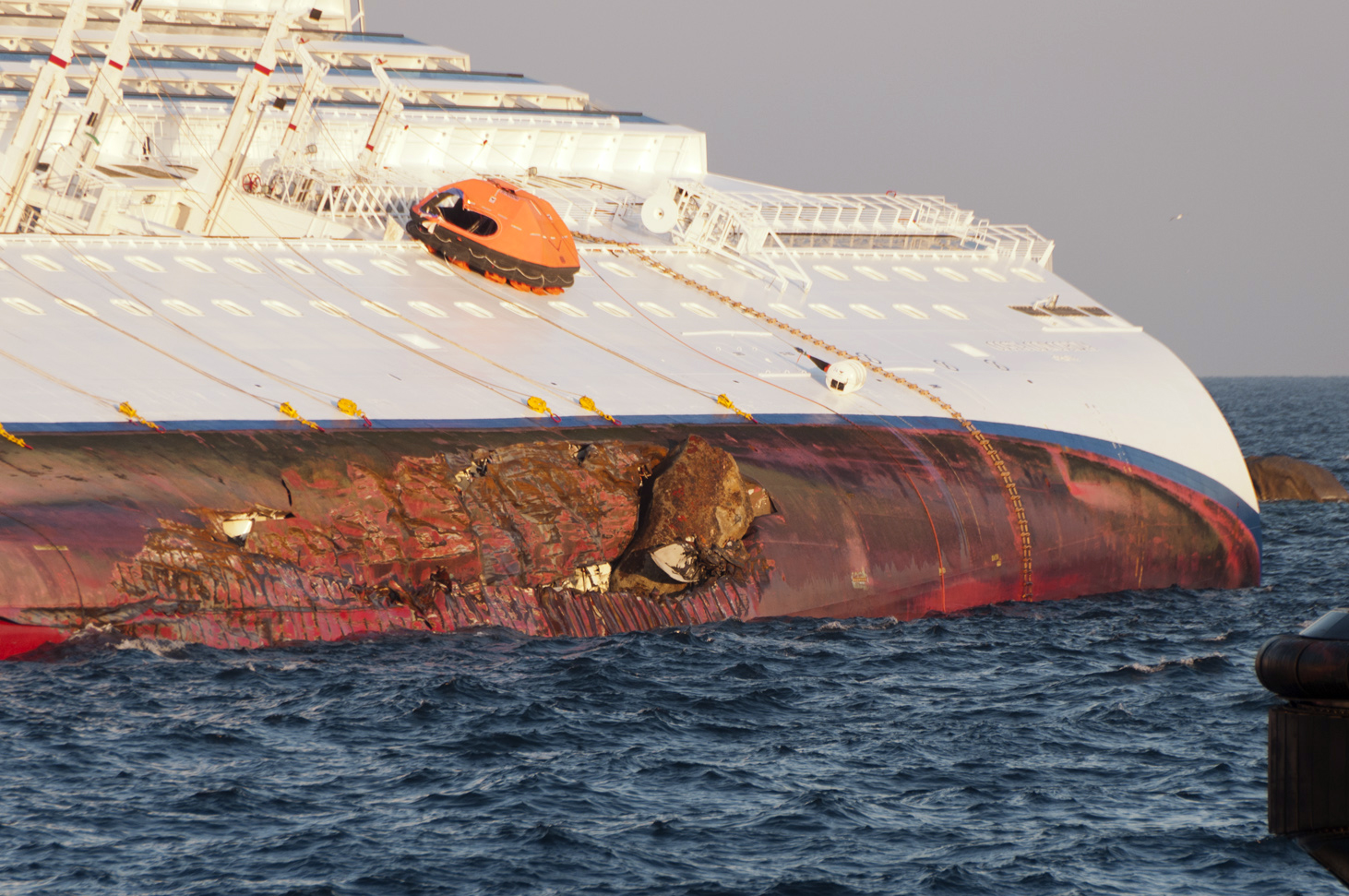
Převrácená Costa Concordia s trupem poškozeným od skalisek, v trupu je patrný uvízlý kus útesu

Dne 13. ledna 2012 okolo 21:00 místního času (UTC +1), Costa Concordia ztroskotala na útesu u ostrova Giglio. Když předtím ve večerních hodinách opustila přístav Civitavecchia a byla na začátku sedmidenní plavby do Savony, Marseille, Barcelony, Palmy, Tunisu a Palerma. Podle místní pobřežní stráže bylo v době události na palubě 3206 cestujících a 1023 členů posádky.
V 17:48 UTC La Repubblica oznámila, že kapitán uvedl, že byli asi 300 metrů (330 yd) od skal (tj. na délku plavidla) a narazili na skálu, která nebyla vyznačena v námořních mapách. Tento útes se nachází asi 800 metrů (870 yd) jižně od vjezdu do přístavu Giglio. Plavidlo pokračovalo dalších asi 1000 m (1100 yardů), až na sever od výjezdu z přístavu. Plavidlo se poté snažilo dostat blíže k přístavu. Tento obrat posunul těžiště na pravou stranu lodi a zpočátku se naklonilo o 20°, nakonec se naklonila v úhlu asi 80°. Podle místní pobřežní stráže má loď poškozen levý bok v délce 50 metrů (160 stop), poškozením o skalisko, které prorazilo trup lodi.
Místní úřady sdělily, že loď se zřejmě odchýlila od stanoveného kurzu, aby cestujícím umožnila výhled na pobřeží Giglio Porto. Zprávy uvádějí, že se na lodi vyskytla vážná porucha v napájení. Malcolm Latarche, editor námořního časopisu IHS Fairplay Solutions, řekl, že mohlo dojít k výbuchu ve strojovně, výpadku napájení. Výpadek proudu mohl způsobit ztrátu kontroly nad plavidlem a vybočení ze stanoveného kurzu. Webová kamera na lodi byla naposledy aktualizována 13. ledna ve 20:31 GMT.
Okolo 20:00 byli cestující v jídelně, došlo k náhlé ohlušující ráně, kterou člen posádky (interkomem), popsal jako „elektrické selhání“. „Řekli jsme hostům, že je všechno v pořádku a pod kontrolou a snažili jsme se zastavit paniku,“ sdělil steward Deodato Ordona. Bylo to asi hodinu předtím, než byla nehoda oznámena, řekl. „Loď se začala hlučně otřásat. Vypukla panika, jako ve filmu, nádobí se řítilo k zemi, lidé běhali a padali ze schodů,“ řekl přeživší Fulvio Rocci. Osoby na palubě lodi řekly, že se náhle naklonily k levé straně. Cestujícím bylo později sděleno, aby si navlékli záchranné vesty. Když se loď později otočila ve snaze dostat se přídí k přístavu, naklonila se přibližně o 20° na pravou stranu a došlo k problémům při spouštění záchranných člunů.

## Evakuace

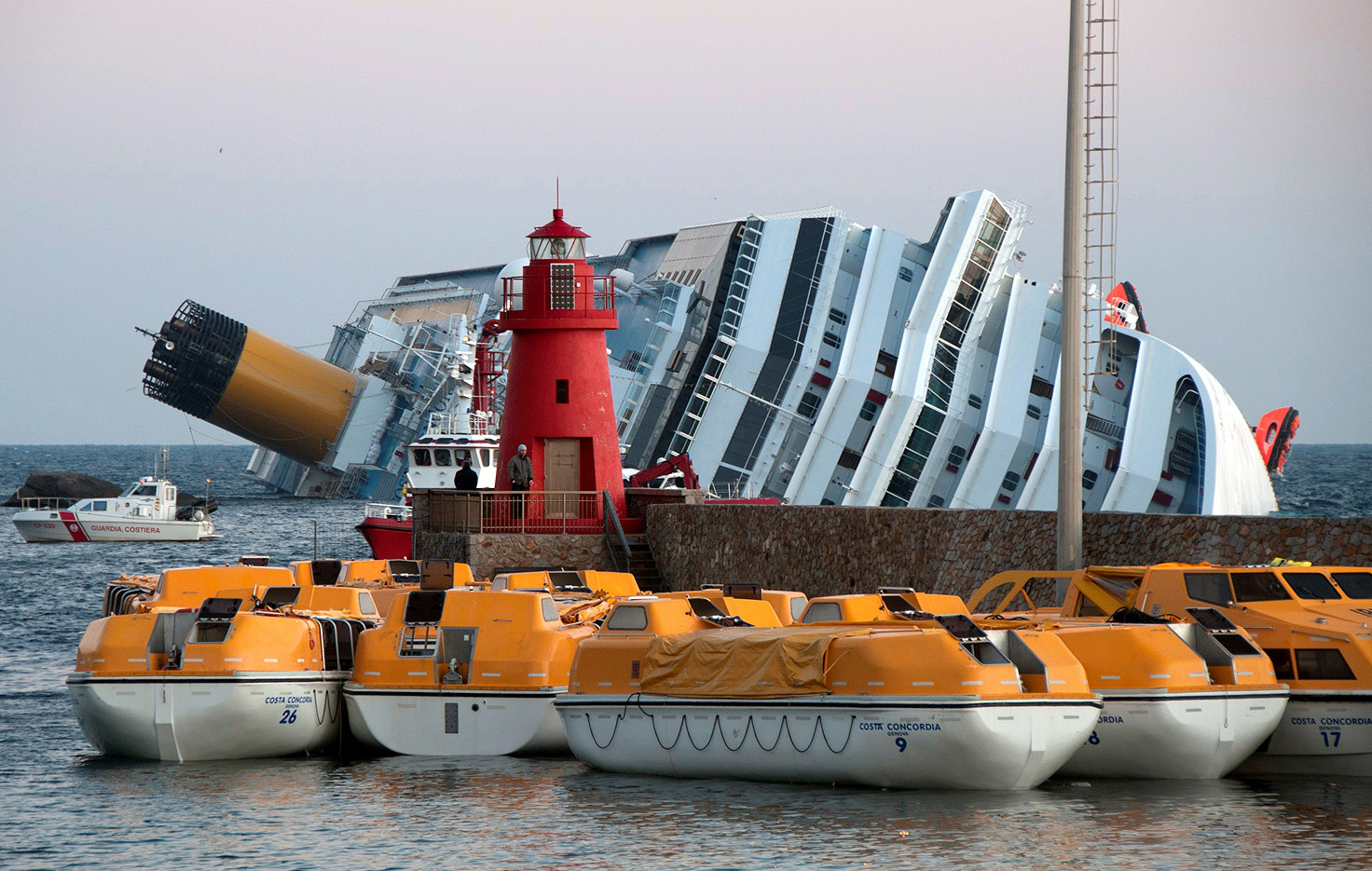
Vrak nakloněný na mělčině o 80 stupňů

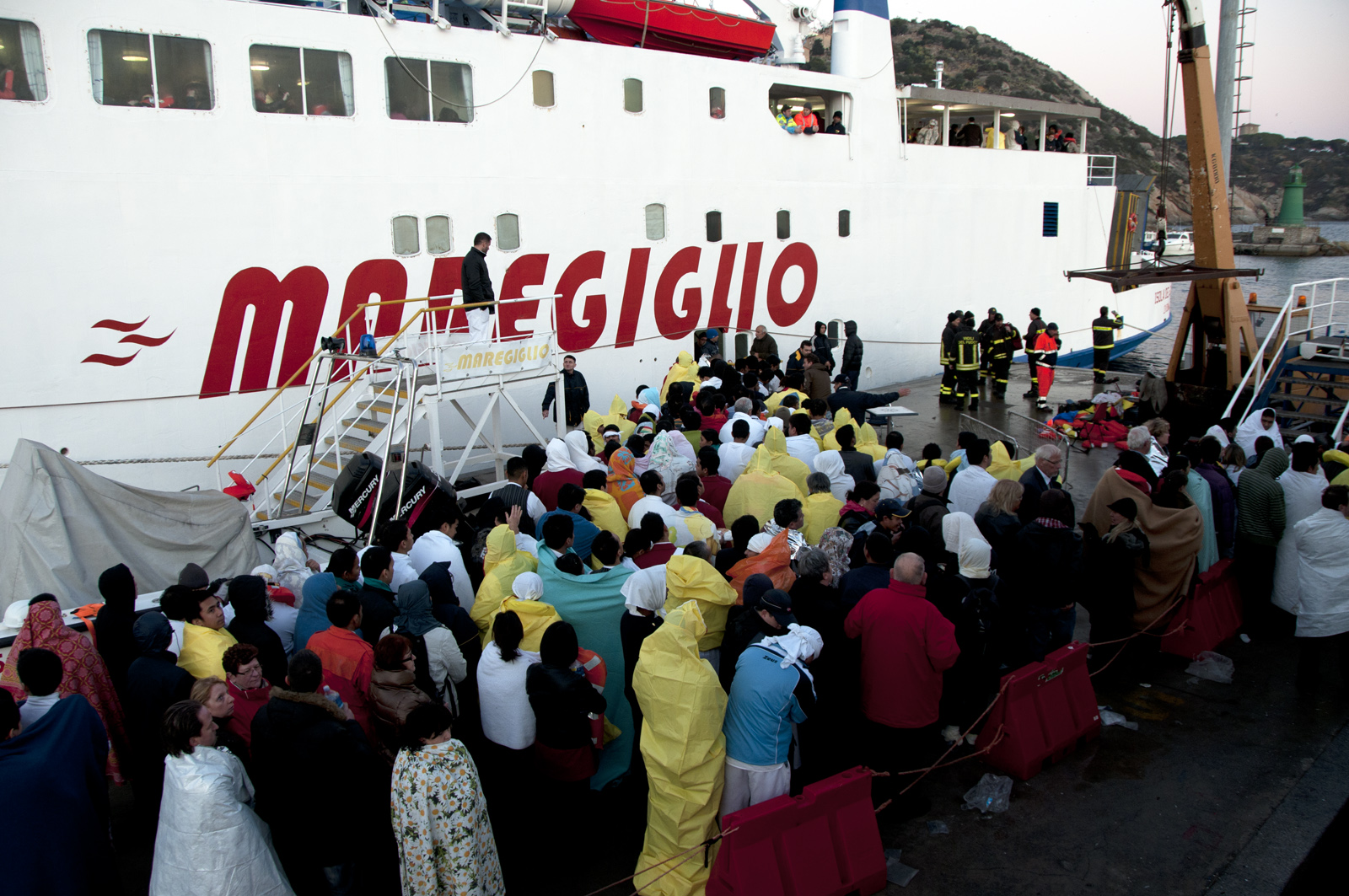
Zachránění cestující čekají na trajekt, který je má odvézt na pevninu

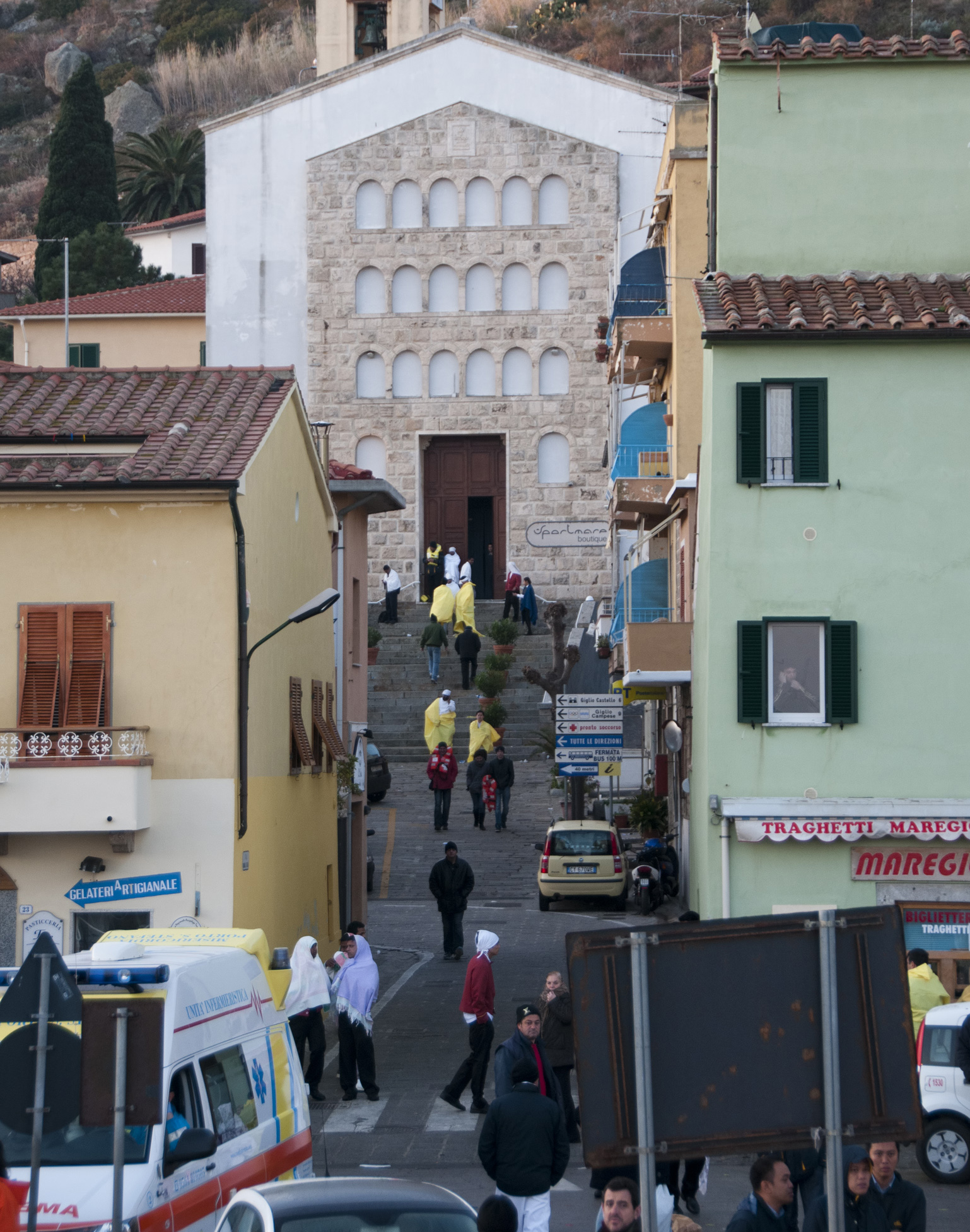
Cestující a posádka byli ubytováni ve všech dostupných budovách a provizorních přístřešcích v Giglio Porto i jinde na ostrově Giglio

Někteří cestující skočili do vody, ve snaze doplavat ke břehu, zatímco další byli připraveni k opuštění lodi. Byli však zdrženi členy posádky okolo 45 minut, protože ta bránila okamžitému spuštění záchranných člunů. Tři lidé se údajně utopili po skoku přes palubu a dalších sedm bylo vážně zraněno. Místní náčelník hasičů Aquilino řekl, že jeho muži „vytáhli 100 lidí z vody a zachránili asi 60 dalších, kteří byli uvězněni v lodi“.
Julian Bray, reportér na cestách a spisovatel, napsal: „O dvanáct hodin později zůstává deset cestujících nezvěstných a mnohé ze záchranných člunů (kapacita 150 osob/člun) nebyly nasazeny kvůli následnému převrácení plavidla na stranu. Další byli evakuováni a přepraveni do přístřeší na ostrově. Posádka zůstala na palubě a lodní zprávy původně trvaly na tom, že nehrozí žádné nebezpečí potopení.“ První obrázky za denního světla ukázaly, že plavidlo leží na pravém boku z poloviny potopené, nedaleko přístavu Giglio. Pět vrtulníků pobřežní stráže, námořnictva a letectva se střídalo v přepravování přeživších z paluby do bezpečí.
Z cestujících na palubě bylo 989 Italů, 569 Němců, 462 Francouzů, 177 Španělů, 126 až 129 Američanů, 127 Chorvatů, 108 bylo Rusů, 74 Rakušanů, 69 Švýcarů 47 Brazilců, nejméně 34 bylo Nizozemců, 26 bylo z Hongkongu, 25 Britů, Australanů bylo 21, 17 až 18 bylo Argentinců, 13 z Tchaj-wanu, 12 Kanaďanů, 12 Číňanů, 12 Poláků, 11 Portugalců, 10 Rumunů, 11 Maďarů, 10 Kolumbijců, 10 Chilanů, 9 Turků, 4 Izraelci, 3 Makedonci 1 Novozélanďan. Ostatní cestující byli mexické a irské národnosti. Ze členů posádky, 12 Britů, 6 Brazilců a nejméně jeden Peruánec.

## Soudy
Kapitán Schettino byl za zabití z nedbalosti a předčasné opuštění lodi odsouzen k 16 letům vězení. V květnu 2017 potvrdil rozsudek italský Nejvyšší soud.